# Święty Jan Ewangelista i święty Jan Chrzciciel
Święty Jan Ewangelista i święty Jan Chrzciciel – obraz hiszpańskiego malarza pochodzenia greckiego Dominikosa Theotokopulosa, znanego jako El Greco.

## Opis i interpretacja
Obraz przedstawiający Jana Ewangelistę i Jana Chrzciciela jest kompilacją wcześniejszych prac artysty. Zestawienie z sobą tych dwóch świętych było często spotykane już w średniowiecznej sztuce sakralnej. Postać Jana Chrzciciela stojącego po prawej stronie jest przedstawiona zgodnie z ówczesną manierą i nawiązuje do opisu św. Mateusza: 

(...) nosił odzienie z sierści wielbłądziej i pas skórzany około bioder, a jego pokarmem była szarańcza i miód leśny (Mt. 3,4)

 Postać Chrzciciela jest wychudzona i blada, prawą ręką wskazuje na laskę zakończoną krzyżem – atrybut świętego. Pod jego stopami leży baranek, inny jego atrybut, symbolizujący Mesjasza i jego śmierć na krzyżu. Na proporcu wetkniętym koło zwierzęcia widnieje napis Agnus Dei. Identyczny, pełnopostaciowy portret Jana Chrzciciela El Greco namalował kilka lat wcześniej. Różni się jedynie tłem i miejscem spoczynku baranka. Płótno znajduje się w Muzeum San Francisco, a jego druga kopia w Muzeum w Walencji, lecz nie różni się ona już niczym od wizerunku świętego z obrazu z Toledo.
Kontrastującą postacią dla bladego ciała Jana Chrzciciela jest młody i świeży wizerunek Jana Ewangelisty odzianego w wielki czerwony płaszcz, który przy zimnej palecie artysty jest jedyną gorącą plamą. El Greco w niezmienionej formie powtórzył kompozycję, jaką stworzył po raz pierwszy w 1600 roku. Wówczas namalował Jana Ewangelistę w towarzystwie św. Franciszka. W podobny sposób postacie są zwrócenie ku sobie, następuje niemy dialog świętych. Na płótnie z Toledo Franciszek został zastąpiony Chrzcicielem.
W lewej ręce ukochany uczeń trzyma jeden ze swoich atrybutów – kielich z wychylającym się z niego wężem. I w tym przypadku El Greco skopiował detal z innego starszego dzieła z 1604 roku, na którym w półpostaci sportretował św. Jana trzymającego identyczny puchar. Wyjaśnienie symbolicznego znaczenia pucharu można znaleźć w apokryficznych Dziejach Jana z II wieku oraz w Złotej legendzie Jakuba de Voragine. Według legendy Aristodemus, kapłan z pogańskiej świątyni Diany w Efezie, zmusił św. Jana do wypicia kielicha z trucizną. Apostoł, zanim wypił napój, uczynił znak krzyża, co uratowało mu życie. Kapłan widząc cud nawrócił się na chrześcijaństwo, a wąż i kielich odtąd symbolizuje truciznę. Inny atrybut – orzeł – bardzo często towarzyszący Janowi, znajduje się w lewym dolnym rogu. Orzeł od starożytności uważany był za króla ptaków i symbolizował siłę oraz władzę. W odniesieniu do św. Jana wiąże się go z Ewangelią Jana jako najgłębszą pod względem myśli teologicznej oraz z Apokalipsą Jana, gdzie jedna z postaci symbolizujących wszechświat przyjmuje postać lecącego orła

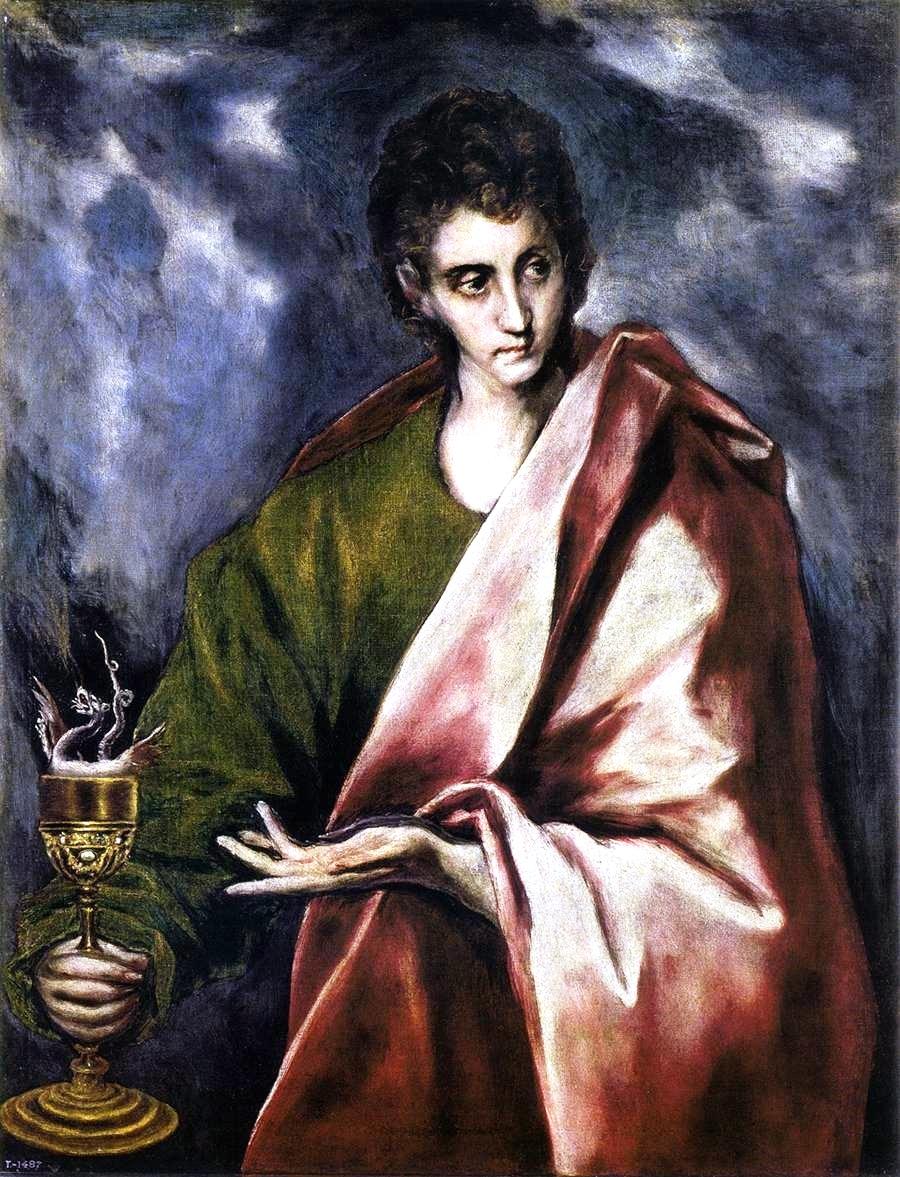
Jan Ewangelista z pucharem 1595–1604, 90 × 77 cm Prado
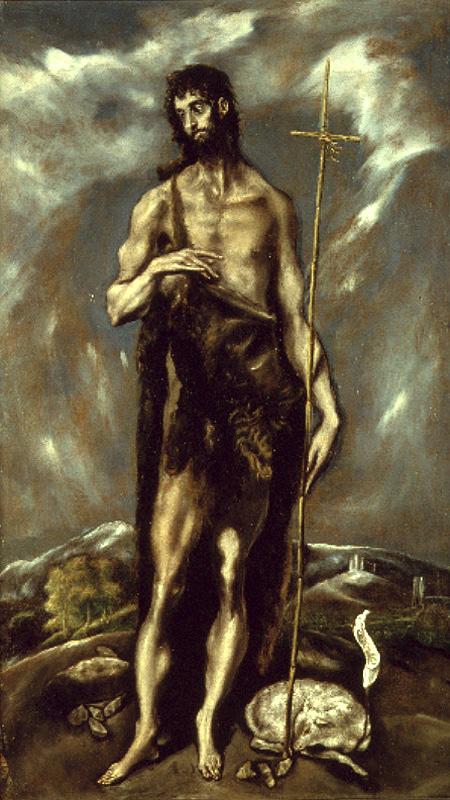
Jan Chrzciciel 1600–1605 Muzeum Sztuk Pięknych w Walencji
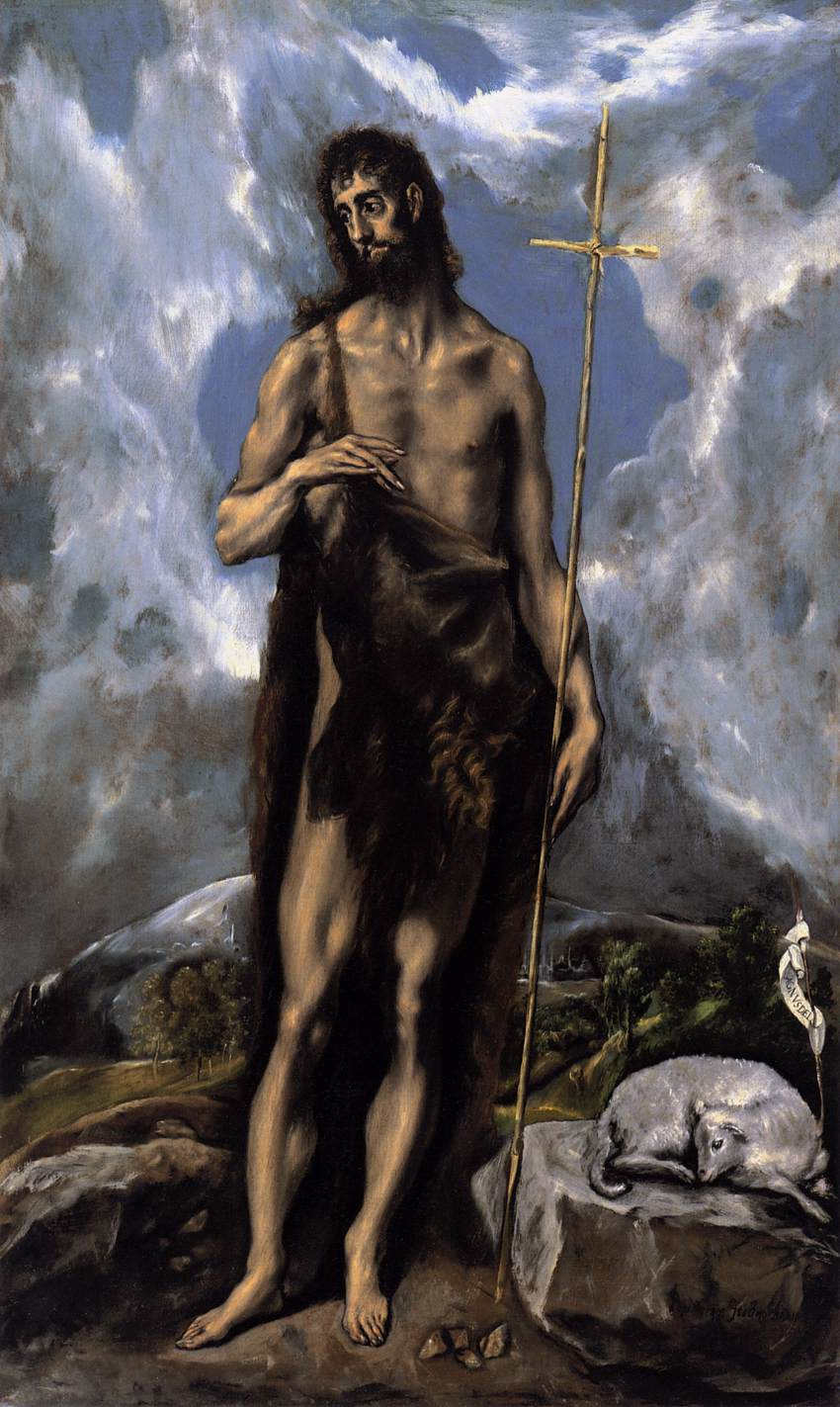
Jan Chrzciciel 1600, 111 × 66 cm Fine Arts Museums of San Francisco
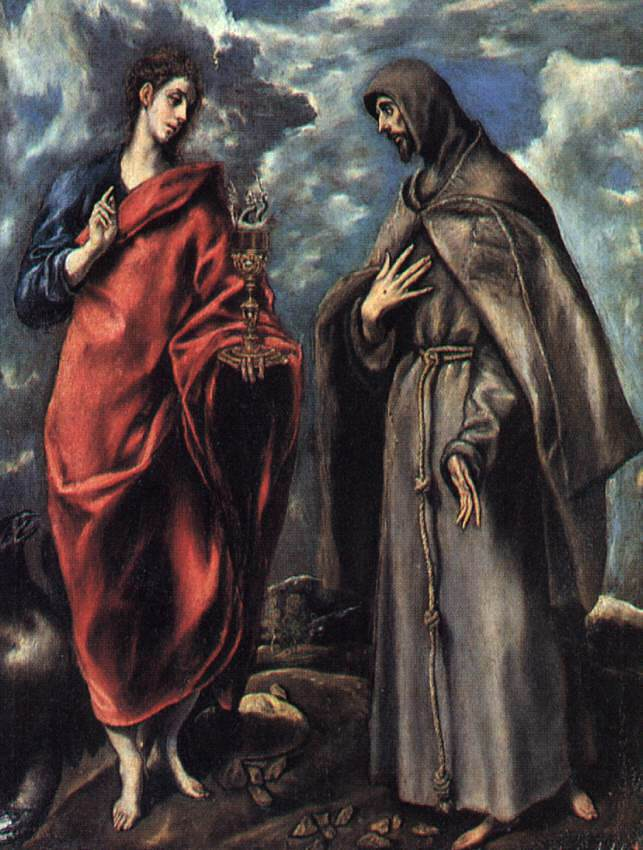
Święty Jan Ewangelista ze świętym Franciszkiem 1600 Prado
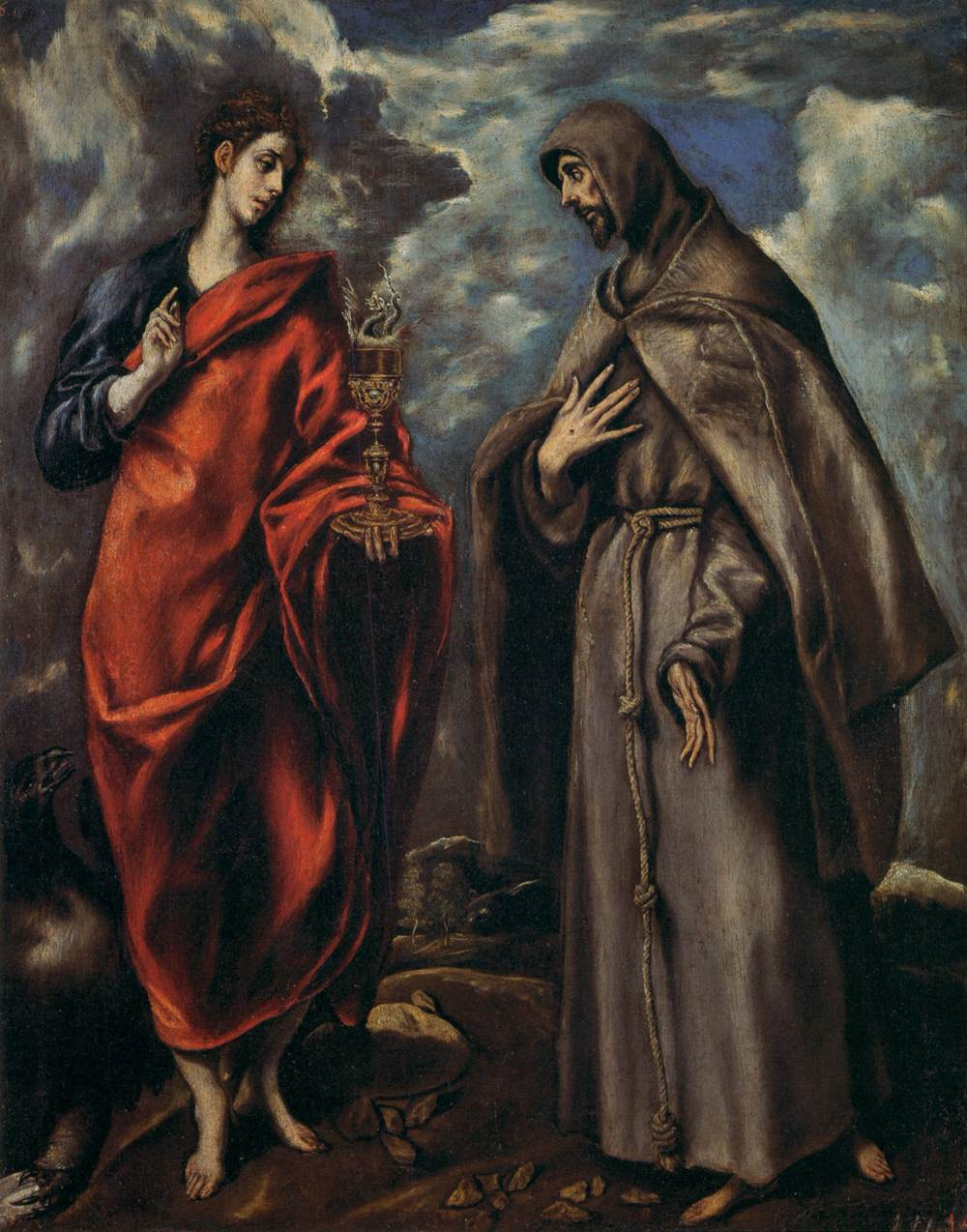
Święty Jan Ewangelista ze świętym Franciszkiem 1600, 110 × 86 Galeria Uffizi